# Jeremiah Fraites
Jeremiah Caleb Fraites (Ramsey, Nueva Jersey; 17 de enero de 1986) es un músico, compositor y multiinstrumentista estadounidense. Es el cofundador y compositor de la banda de folk rock The Lumineers.

## Biografía

### Primeros años
Su familia es de Ramsey, New Jersey; su madre es la directora de Redeemer Christian Nursery School en Ramsey. Fraites se graduó en el Ramsey High School en 2004, y por la William Paterson University en 2009.

## The Lumineers

### Inicios
El hermano de Fraites, Josh (1982-2001) era amigo de Wesley Schultz; después de la muerte de Josh, Jeremiah Fraites y Schultz comenzaron a tocar juntos como una manera de hacer frente a su pena compartida. Después de años tocando en la casa de los Fraites, el 2005, se trasladaron a Nueva York donde comenzaron a tocar en pequeños clubes y en noches de micrófono abierto como intento de encontrar el éxito en el negocio de la música. Tocaban distintos tipos de música, y ocasionalmente incluían a otros músicos mientras tocaban bajo distintos nombres, incluyendo Free Beer y Wesley Jeremiah.

### Mudanza a Denver
El 2009, Fraites se gradúa de la universidad. Infelices de tener que trabajar en múltiples trabajos para llegar a fin de mes mientras intentaban convertirse en músicos de tiempo completo, Fraites y Schultz decidieron mudarse a Denver, donde había menor costo de vida. 
Eventualmente pusieron un anuncio para encontrar a un violonchelista, el cual llevó a Neyla Pekarek a unirse a la banda.

### Contrato de Grabación
Una gira autofinancia de en 2009-2010 llevó a que la banda  firmara un contrato de gestión. Su compañía de gestión financió su EP. A medida que se hicieron más conocidos, su gira autofinanciada y su EP llevaron a The Lumineers a firmar contrato de grabación. Posteriormente la banda lanzó los álbumes The Lumineers (2012) y Cleopatra (2016).
- Datos: Q23879863